# Club Hilal Al-Quds
 (septembre 2020).
Si vous disposez d'ouvrages ou d'articles de référence ou si vous connaissez des sites web de qualité traitant du thème abordé ici, merci de compléter l'article en donnant les références utiles à sa vérifiabilité et en les liant à la section « Notes et références ».
Maillots
Le Al Quds Hilal Club (en arabe : نادي هلال القدس), plus couramment abrégé en Hilal Al Quds, est un club palestinien de football basé à Jérusalem.
Le club joue dans la Premier League de Cisjordanie, et dispute ses matchs à domicile au stade international Faisal Al-Husseini, stade de 12 400 places situé à Al-Ram, près de Jérusalem.

## L'histoire
Hilal Alquds a été créé en 1972 sur une idée de Mahdi Hijazi. Le club ominsport comprenait des sections de football, boxe, judo et karaté. Il a récemment étendu ses activités en créant plusieurs centres consacrés à la culture, aux arts, un centre de remise en forme et une académie de football. Le club a également créé le plus grand camp d'été de Palestine, et a accueilli le premier cinéma 3D de Jérusalem.

## Bilan sportif

### Palmarès
| Compétitions nationales |
| --- |
| - Championnat de Cisjordanie (4) : - Champion : 2011-2012, 2016-2017, 2017-2018 et 2018-2019. - Coupe de Palestine (3) : - Vainqueur : 2010-2011, 2013-14 et 2017-2018. |

### Performance dans les compétitions de la Confédération asiatique de football
- Coupe AFC : 4 participations

2015 : Phase de barrages
2018 : Phase de barrages
2019 : Phase de groupes
2020 : Phase de groupes
- Coupe du Président AFC : 1 participation

2013 : étape finale